# Sofia Open 2018 - Qualificazioni singolare
Le qualificazioni del singolare del Sofia Open 2018 sono state un torneo di tennis preliminare per accedere alla fase finale della manifestazione. I vincitori dell'ultimo turno sono entrati di diritto nel tabellone principale. In caso di ritiro di uno o più giocatori aventi diritto a questi sono subentrati i lucky loser, ossia i giocatori che hanno perso nell'ultimo turno ma che avevano una classifica più alta rispetto agli altri partecipanti che avevano comunque perso nel turno finale.

## Teste di serie
1. Florian Mayer (ultimo turno, lucky loser)
2. Mirza Bašić (qualificato)
3. Oscar Otte (ultimo turno)
4. Martin Kližan (qualificato)

1. Mats Moraing (primo turno)
2. Lorenzo Sonego (primo turno)
3. Salvatore Caruso (ultimo turno, lucky loser)
4. Jozef Kovalík (qualificato)

## Qualificati
1. Ernests Gulbis
2. Mirza Bašić

1. Jozef Kovalík
2. Martin Kližan

### Lucky loser
1. Florian Mayer

1. Salvatore Caruso

## Tabellone

### Legenda
| - Q = Qualificato - WC = Wild card - LL = Lucky loser | - ALT = Alternate - SE = Special Exempt - PR = Protected Ranking | - w/o = Walkover - r = Ritirato - d = Squalificato |

### Sezione 1
|  | Primo turno | Primo turno        | Primo turno        | Primo turno | Primo turno |  |  | Ultimo turno | Ultimo turno   | Ultimo turno   | Ultimo turno | Ultimo turno |  |
|  |             |                    |                    |             |             |  |  |              |                |                |              |              |  |
|  | 1           | Florian Mayer      | Florian Mayer      | 7           | 7           |  |  |              |                |                |              |              |  |
|  |             | John-Patrick Smith | John-Patrick Smith | 65          | 6(1)        |  |  | 1            | Florian Mayer  | Florian Mayer  | 4            | 1            |  |
|  |             | Ernests Gulbis     | 65                 | 7           | 7           |  |  |              | Ernests Gulbis | Ernests Gulbis | 6            | 6            |  |
|  | 6           | Lorenzo Sonego     | 7                  | 62          | 62          |  |  |              |                |                |              |              |  |

### Sezione 2
|  | Primo turno | Primo turno     | Primo turno | Primo turno | Primo turno |  |  | Ultimo turno | Ultimo turno   | Ultimo turno   | Ultimo turno | Ultimo turno |  |
|  |             |                 |             |             |             |  |  |              |                |                |              |              |  |
|  | 2           | Mirza Bašić     | 62          | 7           | 6           |  |  |              |                |                |              |              |  |
|  | WC          | Alexandar Lazov | 7           | 63          | 4           |  |  | 2            | Mirza Bašić    | Mirza Bašić    | 7            | 6            |  |
|  |             | Tomislav Brkić  | 5           | 6           | 7           |  |  |              | Tomislav Brkić | Tomislav Brkić | 5            | 4            |  |
|  | 5           | Mats Moraing    | 7           | 3           | 64          |  |  |              |                |                |              |              |  |

### Sezione 3
|  | Primo turno | Primo turno        | Primo turno | Primo turno | Primo turno |  |  | Ultimo turno | Ultimo turno  | Ultimo turno  | Ultimo turno | Ultimo turno |  |
|  |             |                    |             |             |             |  |  |              |               |               |              |              |  |
|  | 3           | Oscar Otte         | 63          | 7           | 6           |  |  |              |               |               |              |              |  |
|  | WC          | Alexandar Lazarov  | 7           | 5           | 1           |  |  | 3            | Oscar Otte    | Oscar Otte    | 3            | 3            |  |
|  |             | Stefano Napolitano | 6           | 4           | 3           |  |  | 8            | Jozef Kovalík | Jozef Kovalík | 6            | 6            |  |
|  | 8           | Jozef Kovalík      | 4           | 6           | 6           |  |  |              |               |               |              |              |  |

### Sezione 4
|  | Primo turno | Primo turno      | Primo turno      | Primo turno | Primo turno |  |  | Ultimo turno | Ultimo turno     | Ultimo turno | Ultimo turno | Ultimo turno |  |
|  |             |                  |                  |             |             |  |  |              |                  |              |              |              |  |
|  | 4           | Martin Kližan    | Martin Kližan    | 6           | 6           |  |  |              |                  |              |              |              |  |
|  |             | Tobias Kamke     | Tobias Kamke     | 4           | 3           |  |  | 4            | Martin Kližan    | 1            | 6            | 6            |  |
|  |             | Luca Vanni       | Luca Vanni       | 62          | 3           |  |  | 7            | Salvatore Caruso | 6            | 4            | 3            |  |
|  | 7           | Salvatore Caruso | Salvatore Caruso | 7           | 6           |  |  |              |                  |              |              |              |  |